# Alessandro Marcello Del Majno
Alessandro Marcello Del Majno (Sambughè, 28 giugno 1894 – Venezia, 22 dicembre 1980) è stato un militare e antifascista italiano, esperto di geobotanica.
Era figlio del conte Girolamo Marcello, militare e politico dell'Italia post-unitaria, e di Rosanna Del Majno. Durante la Grande Guerra si distinse combattendo nella cavalleria e ottenne una medaglia di Bronzo e una d'Argento al Valor Militare. Durante il secondo conflitto mondiale fu attivo nella resistenza partigiana. Fece parte della brigata Cacciatori della pianura della divisione Nino Nannetti dal 1° dicembre 1943 al 1° maggio 1945, ricoprendo l'incarico di ispettore di battaglione con incarichi organizzativi dal 4 settembre 1944 al 1° maggio 1945. 
Il conte Alessandro Marcello diede rifugio, nella sua villa di Fontanelle, ad una famiglia di ebrei stranieri (i Kon-Kabiljo) già internata a Follina tra il 1941 e il 1943 e in cerca di salvezza dai rastrellamenti e dalle deportazioni nazifasciste dopo l'armistizio. Il 20 luglio del 2015 Alessandro Marcello è stato riconosciuto Giusto tra le Nazioni dallo Yad Vashem. 
Ha lasciato numerosissimi saggi e articoli scientifici. Fu inoltre membro di numerose istituzioni culturali e ricoprì la carica di Presidente del Museo di storia naturale di Venezia, del Banco di San Marco e della Fondazione Querini Stampalia.